# Bàndicut barrat oriental
El bàndicut barrat oriental (Perameles gunnii) és una espècie de bàndicut originària d'Austràlia i de l'illa de Tasmània. Mesura entre 25 i 40 cm de llarg, amb una cua d'entre 7,5 i 18 cm. Pesa uns 640 g. Té un musell fi i llarg, amb bigotis i unes orelles grans. El seu pelatge, d'un gris-marró, té a la meitat posterior unes barres pàl·lides que li donen el seu nom. El ventre, les potes i la cua són blancs.